# Malik Pinto
Malik Pinto (Durham, 9 agosto 2002) è un calciatore statunitense, centrocampista del Colorado Rapids 2.

## Carriera
Pinto ha iniziato la sua carriera nel Carolina Dynamo per poi passare ai Princeton Tigers nel periodo universitario. Nel 2020, a causa dell'annullamento dei tornei NCAA, ha giocato per un anno con l'Under-19 del FC Cincinnati.
Il 6 gennaio 2023 ha firmato un contratto annuale con il Cincinnati, con opzione di rinnovo biennale ed il 26 marzo ha debuttato in prima squadra nell'incontro di MLS vinto 1-0 contro il Nashville. Ha segnato la sua prima rete il 23 febbraio 2024 in CONCACAF Champions League contro i Cavalier.

## Statistiche

### Presenze e reti nei club
Statistiche aggiornate al 10 marzo 2024.
| Stagione        | Squadra         | Campionato      | Campionato | Campionato | Coppe nazionali | Coppe nazionali | Coppe nazionali | Coppe continentali | Coppe continentali | Coppe continentali | Altre coppe | Altre coppe | Altre coppe | Totale | Totale | Totale |
| Stagione        | Squadra         | Comp            | Pres       | Reti       | Comp            | Pres            | Reti            | Comp               | Pres               | Reti               | Comp        | Pres        | Reti        | Pres   | Reti   |        |
| --------------- | --------------- | --------------- | ---------- | ---------- | --------------- | --------------- | --------------- | ------------------ | ------------------ | ------------------ | ----------- | ----------- | ----------- | ------ | ------ | ------ |
| 2023            | FC Cincinnati 2 | MNP             | 8          | 3          |                 | -               | -               |                    | -                  | -                  |             | -           | -           | 8      | 3      |        |
| 2023            | FC Cincinnati   | MLS             | 23         | 0          | USCup           | 3               | 0               |                    | -                  | -                  | LC          | 2           | 0           | 28     | 0      |        |
| 2024            | FC Cincinnati   | MLS             | 2          | 0          | USCup           | 0               | 0               | CCL                | 2                  | 1                  |             | -           | -           | 4      | 1      |        |
| Totale carriera | Totale carriera | Totale carriera | 33         | 3          |                 | 3               | 0               |                    | 2                  | 1                  |             | 2           | 0           | 40     | 4      |        |